# Uno Aldegren
Thor Uno Aldegren, född 16 maj 1945 i Oskar Fredriks församling i Göteborg, död 15 september 2013 i Gustav Adolfs församling i Helsingborg, var en svensk politiker (socialdemokrat).
Aldegren var kommunalråd i Helsingborg och ordförande i Skånes socialdemokratiska partidistrikt. Under mandatperioden 2002–2006 var han regionstyrelsens ordförande i Region Skåne, som då styrdes av en majoritet bestående av socialdemokraterna, vänsterpartiet och miljöpartiet. Efter regionvalet 2006 efterträddes han på denna post av moderaten Jerker Swanstein.
Under mandatperioden 2006–2010 var han regionråd för oppositionen och gruppledare för socialdemokraterna i Region Skåne, vice ordförande regionstyrelsens arbetsutskott, 2:e vice ordförande i regionstyrelsen och ledamot av vårdproduktionsberedningen. Han var åren 2005–2006 ordförande för Baltic Sea States Subregional Co-operation, vilket är ett samarbetsprojekt mellan olika regioner runt Östersjön. 2010–2012 var han regionfullmäktiges 2:e vice ordförande och efterträddes av Nils T. Svensson.
Han belönades 2013 med Helsingborgsmedaljen av Helsingborgs stad och Tage Erlanders hedersmedalj av Socialdemokraterna.